# Trollius uniflorus
Trollius uniflorus är en ranunkelväxtart som beskrevs av Siplivinskii. Trollius uniflorus ingår i släktet smörbollssläktet, och familjen ranunkelväxter. Inga underarter finns listade i Catalogue of Life.